# Jay Triano
Jay Triano, né le 21 septembre 1958, à Tillsonburg, en Ontario, est un joueur et entraineur canadien de basket-ball. Il évolue durant sa carrière au poste d'ailier.

## Biographie
En décembre 2017, il se fait remarquer par une interprétation habile du règlement NBA sur le goaltending, qui n'est valable que quand le chronomètre tourne. Il profite de cette subtilité méconnue alors qu'il reste moins d'une seconde à jouer pour demander au joueur effectuant la remise en jeu de tirer directement vers le panier de façon qu'un attaquant, Tyson Chandler, puisse dunker en récupérant la balle au-dessus du cercle. Selon Triano, « on ne peut pas faire de goaltending tant que la balle n’est pas en jeu. J’ai donc dit aux joueurs de shooter et que Tyson devait la toucher quand elle descend ou faire une claquette. (...) Quand ils font leur réunion et séminaire avec les coaches, j’avais demandé aux arbitres. C’était il y a 15 ans, quand j’étais à Toronto, et ils ont été obligés de regarder les règles. J’avais gardé ça secret, mais ce n’est plus un secret désormais. »
Triano rejoint les Mavericks de Dallas comme entraîneur adjoint de Jason Kidd à partir de 2025.